# Poso Creek Yokuts
Poso Creek Yokuts, manja skupina plemena Yokuts Indijanaca iz skupine Chukchansi koji su nastanjeni u Kaliforniji uz rijeke Poso Creek i White River. Ova plemena govore jezikom Chukchansi Indijanaca, i svojim vlastitim dijalektom poso creek. Pripadaju im Kumachisi, pleme s White Rivera i Paleuyami s Poso Creeka.